# 康菲登斯 (加利福尼亞州)
巴康菲登斯（英語：Confidence）是位於美國加利福尼亞州圖奧勒米縣的一個非建制地區。該地的面積和人口皆未知。

## 地理
巴康菲登斯的座標為38°02′51″N 120°12′01″W / 38.04750°N 120.20028°W，而該地的平均海拔高度為1280米（即4200英尺）。